# Mechanikai munka
A mechanikai munka fogalma visszavezethető az ember gyakorlati tevékenysége során megjelenő fáradságérzetre. Fiziológiai szempontból, egy test felemelésekor vagy elmozdításakor annál nagyobb munkavégzésről beszélünk, minél nagyobb erővel hatunk a testre, és minél nagyobb úton mozdítjuk el. Ilyen esetben a fizikában is munkavégzésről beszéltünk, de a mechanikai munka – mint fizikai fogalom – pontosabb meghatározást kíván.
A kinetikában értelmezett fizikai mennyiség, mely az energiaátadás egyik lehetséges formája. Mechanikai munka végzésekor egy test erőhatások általi gyorsítása vagy lassítása (folyamat) történik, mely során a test energiája (állapot) megváltozik. A klasszikus fizikában a kinetikus energiát egy adott mozgásállapot-változáshoz szükséges mechanikai munkából származtatják. Így e két mennyiség szorosan összefügg, sok jelenség értelmezésekor mindkettőt érdemes tárgyalni.
Szokásos jele W az angol work szóból, SI mértékegysége a joule.

## Fizikai értelmezése
Legegyszerűbb esetben tekintsünk egy tömegpontot és egy rá ható állandó erőt. A munkát állandó nagyságú és irányú erő esetén a következő képlettel lehet kiszámítani:
{\displaystyle W=\mathbf {F} \cdot \mathbf {r} =F\cdot s\cdot \cos \alpha }
ahol
- F az erő,
- r az elmozdulásvektor,
- F és s az erő-, és az elmozdulásvektor nagysága,
- {\displaystyle \alpha } az erő és az elmozdulás iránya által bezárt szög.

A munka tehát az erő és az elmozdulás skaláris szorzata.
Változó erő munkájának kifejezésekor legyen egy anyagi pont, amely az F erő hatására elmozdul. Tekintsük az anyagi pontnak olyan kis elmozdulását, amely során az erőt állandónak tekinthetjük. Ebben az esetben elemi mechanikai munkán értjük az erőnek, az erő által előidézett elemi elmozdulásnak valamint az erővektor és az elmozdulásvektor által bezárt {\displaystyle \alpha } szög koszinuszának szorzatát, vagyis a
{\displaystyle dW=F\cdot ds\cdot \cos \alpha }     (III.1)
skaláris mennyiséget. A skaláris szorzat értelmezése szerint az elemi munka kifejezhető a
{\displaystyle dW=\mathbf {F} d\mathbf {s} }     (III.2)
skaláris szorzattal.
Az anyagi pont tetszőleges pályán történő véges elmozdulása során a pályát felosztjuk olyan elemi {\displaystyle \Delta \mathbf {s_{1}} } szakaszokra, amelyek az erőt állandónak lehet tekinteni. Minden elemi szakaszra kiszámítjuk a munkát, így az A és B pont között végzett munka az elemi munkák összege:
{\displaystyle W=\sum _{i=1}^{n}\mathbf {F_{i}} \Delta {\mathbf {s_{1}} }}
Nagyon finom felosztás esetén ({\textstyle \Delta \mathbf {s} \rightarrow 0}) a munka megadható, mint az elemi munkák integráljának határértéke:
{\displaystyle W=\int \limits _{A}^{B}\displaystyle \mathbf {F} d\mathbf {s} }
A (III.1)-ben {\displaystyle Fcos\alpha } az erőnek az elmozdulás irányába vett merőleges vetülete ({\displaystyle F_{s}}), így a mechanikai munka kifejezhető mint
{\displaystyle W=\int \limits _{A}^{B}\displaystyle {F}cos\alpha \cdot ds=\int \limits _{A}^{B}{F_{s}}ds}      (III.4)
Belátható, hogy amikor az állandó F erő egyenes vonalú pályán mozdítja el az anyagi pontot, az állandó erő munkája
{\displaystyle W=F_{s}s.}

### Analitikus alak
A dW elemi munka más alakban is kifejezhető, ha az F erőt és a ds elmozdulást analitikus alakban adjuk meg:
{\displaystyle F=F_{x}i+F_{y}j+F_{z}k}
{\displaystyle ds=dxi+dyj+dzk}
Az elemi munkára következik, hogy
{\displaystyle dW=F_{x}dx+F_{y}dy+F_{z}dz}
a véges úton végzett munka kiszámítható, mint
{\displaystyle W=\int \limits _{A}^{B}\displaystyle {F}d\mathbf {s} =\int \limits _{A}^{B}(F_{x}dx+F_{y}dy+F_{z}dz).}      (III.5)
Ábrázolva az {\displaystyle F_{s}} erőkomponenst a pálya különböző pontjaihoz tartozó {\displaystyle s_{i}} út függvényében, a {\displaystyle \Delta s_{i}} úton végzett munkának a {\displaystyle \Delta s_{i}} alapú, {\displaystyle F_{s}} magasságú téglalap területe felel meg.
Véges úton a területek összege adja meg a munkát. Belátható, hogy a (III.4)-gyel értelmezett munka a görbe alatti besatírozott terület számértékével arányos. Megállapodás szerint a mechanikai munkát pozitívnak tekintjük (pozitívnak adódik az értelmezés szerint), ha az F erő végzi az anyagi ponton, és negatívnak, ha az anyagi pont végzi az erő ellenében. Az értelmezési összefüggésből az is következik, hogy nullától különböző erő a következő esetekben nem végez mechanikai munkát:
- ha az erő nem mozdítja el az anyagi pontot, tehát amikor az erő támadáspontja nyugalomban marad;
- ha az erő merőleges az elmozdulásra, például görbe vonalú mozgásnál a centripetális erő.

Az eddigiekben úgy tekintettük, hogy az anyagi pontra egyetlen erő hat. Hasson egyidejűleg az {\displaystyle \mathbf {F} _{1},\mathbf {F} _{2},...,\mathbf {F} _{n}} erő, amelyek hatására az anyagi pont a {\displaystyle \Delta s} szakaszon elmozdul. A munka értelmezéséből következik, hogy a végzett mechanikai munka
{\displaystyle W=\mathbf {F} _{1}\Delta s+\mathbf {F} _{2}\Delta s+...+\mathbf {F} _{n}\Delta s=\Delta s\cdot \sum _{i=1}^{n}\mathbf {F_{i}} =\mathbf {F} \cdot \Delta s} .   (III.6)
A (III.6) azt fejezi ki, hogy amikor az anyagi pontra egyidejűleg több erő hat, az eredő erő munkája egyenlő az egyes erők munkájának algebrai összegével.
A mechanikai munka származtatott fizikai mennyiség. Az értelmezés összefüggés szerint a munka dimenziója (mértékegysége):
{\displaystyle [W]=[F][s]=ML^{2}T^{-2}.}
Mértékegysége a joule, (jele J). A joule értelmezése:
{\displaystyle \mathrm {J=N\cdot m=kg\cdot m^{2}\cdot s^{-2}} }
Tehát 1 joule mechanikai munkát az az 1 N nagyságú állandó erő végez, amely támadáspontját az erő irányában 1 m-rel elmozdítja..
A munka skaláris mennyiség, értéke lehet pozitív is, negatív is.
Nem minden erő végez munkát. Mivel a munka az erő és az elmozdulás skalárszorzata, így a munka akkor is lehet nulla, ha mind az erő, mind az elmozdulás különbözik nullától. Könnyű belátni, hogy ez akkor történik meg, ha az erő és az elmozdulás merőleges egymásra, azaz egymásra vett vetületük zérus. Például a centripetális erő az egyenletes körmozgásban nem végez munkát; a mozgást végző test sebessége állandó marad. Ezt be lehet bizonyítani a képletből: az erő vektora merőleges az elmozdulásra, a skaláris szorzatuk nulla.

## Egyszerű összefüggések

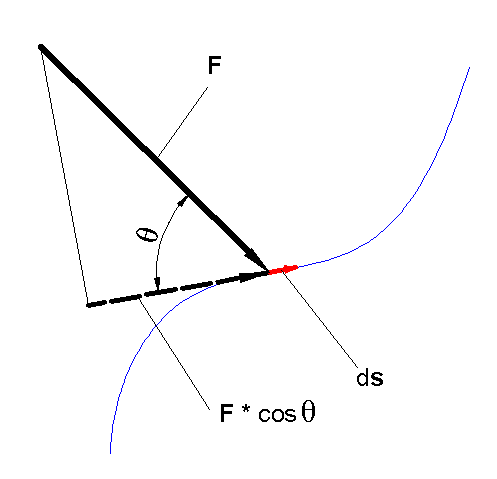
Elemi munka

A legegyszerűbb esetben a test az erő irányában mozog, a ráható erő párhuzamos a mozgás irányával, akkor
{\displaystyle W=Fs\;}
ahol:
- F a rá ható erő
- s a test által megtett távolság

A munka negatív, amikor az erő ellentétes a mozgásiránnyal. Általánosítva, az erő és a távolság vektorként van kezelve, és a munka a kettejük skaláris szorzata:
{\displaystyle W=\mathbf {F} \cdot \mathbf {s} }
Ez a képlet akkor is igaz, ha az erő egy bizonyos szögben hat a mozgásirányhoz képest. Ha tovább akarjuk általánosítani a képletet, azokban az esetekben, amikor az erő és a mozgásirány változik, differenciálegyenletet kell használnunk:
{\displaystyle dW=\mathbf {F} \cdot d\mathbf {s} }
Az egyenlet kétoldali integrálásából megkapjuk az általános (legelső) képletet.

## Munkatétel

### Állítás
A testre ható erők eredője által végzett (teljes) munka megegyezik a teljes kinetikus energia megváltozásával, azaz:
{\displaystyle W=\Delta E_{k}}.
Ez a tömegpontra értelmezett munkatétel. A továbbiakban ennek a bizonyítását tárgyaljuk két egyszerű esetben.

### Bizonyítása egydimenziós esetben
A következő bizonyításban állandó nagyságú erőhatást feltételezünk és továbbá azt, hogy F erő az eredő erő. Newton második törvényéből tudjuk, hogy ha egy m tömegű testet időben állandó nagyságú F erőhatás ér, akkor az a test állandó a gyorsulását eredményezi.

| {\displaystyle F=ma\ \Rightarrow \ a={\frac {F}{m}}} | \| \| \| \| \| \| \| \| | (1) |
|                                                      |                         |     |
|                                                      |                         |     |
Ha egy test állandó gyorsulásnak van kitéve, akkor a test sebességének változását a következő kinematikai egyenlet adja meg:

| {\displaystyle v^{2}=v_{0}^{2}+2as\ \Rightarrow \ v^{2}=v_{0}^{2}+2{\frac {F}{m}}s} | \| \| \| \| \| \| \| \| | (2) |
|                                                                                     |                         |     |
|                                                                                     |                         |     |
Ahol s a megtett út hossza. Jelölje a test kezdeti sebességét {\displaystyle v_{1}}, és az erő megszűnte után a test új, megváltozott sebességét {\displaystyle v_{2}}. 

| {\displaystyle v_{2}^{2}=v_{1}^{2}+2{\frac {F}{m}}s} | \| \| \| \| \| \| \| \| | (3) |
|                                                      |                         |     |
|                                                      |                         |     |
A fenti egyenletet átrendezve  a jobb oldalon izolálhatjuk az erőt, így az egyenletet a következő alakban írhatjuk fel.

| {\displaystyle {\frac {m}{2}}v_{2}^{2}\ -\ {\frac {m}{2}}v_{1}^{2}=F\cdot s} | \| \| \| \| \| \| \| \| | (4) |
|                                                                              |                         |     |
|                                                                              |                         |     |
Megkaptuk tehát a bal oldalon a végső és a kezdeti kinetikus energiákat, ezek különbsége pedig egyenlő az erő és a távolság szorzatával ami nem más mint a mechanikai munka (W) a jobb oldalon. A kinetikus energiákat a megszokott alakra írva:

| {\displaystyle {\frac {1}{2}}mv_{2}^{2}\ -\ {\frac {1}{2}}mv_{1}^{2}=F\cdot s} | \| \| \| \| \| \| \| \| | (5) |
|                                                                                |                         |     |
|                                                                                |                         |     |
Tehát a kinetikus energia változása egyenlő a mechanikai munkával.

| {\displaystyle \Delta E_{k}=E_{k,2}-E_{k,1}=W} | \| \| \| \| \| \| \| \| | (6) |
|                                                |                         |     |
|                                                |                         |     |

### Kétdimenziós esetben
Ez az eset csak nem sokban különbözik az egydimenziós esettől, csak szemléltetésként szeretném megmutatni, miként általánosítható az egydimenziós eset, kettő vagy akár több dimenzióra. Mivel két dimenzióval tárgyalunk, a vektorok két komponenssel (x,y) rendelkeznek. Két dimenzió esetén a kinetikus energia a következő módon határozható meg:

| {\displaystyle E_{k}={\frac {1}{2}}m\mathbf {v} ^{2}={\frac {1}{2}}m(v_{x}^{2}+v_{y}^{2})} | \| \| \| \| \| \| \| \| | (1) |
|                                                                                            |                         |     |
|                                                                                            |                         |     |
Keressük meg azt a formulát ami megadja a kinetikus energia változásának ütemét. Ez pedig nem más mint a kinetikus energia idő szerinti első deriváltja.

| {\displaystyle {\frac {\Delta E_{k}}{\Delta t}}={\frac {m}{2}}\left(2v_{x}{\frac {dv_{x}}{dt}}+2v_{y}{\frac {dv_{y}}{dt}}\right)} | \| \| \| \| \| \| \| \| | (2) |
| |                         |     |
| |                         |     |
Átalakítva a képletet a következő alakot kapjuk:

| {\displaystyle {\frac {\Delta E_{k}}{\Delta t}}=\left(m{\frac {dv_{x}}{dt}}\right)v_{x}+\left(m{\frac {dv_{y}}{dt}}\right)v_{y}} | \| \| \| \| \| \| \| \| | (3) |
| |                         |     |
| |                         |     |
Mivel {\displaystyle {\frac {dv_{x}}{dt}}} nem más mint a gyorsulás. A kinetikus energia változásának üteme tehát egyenlő az erő és a sebesség szorzatával, ami nem más mint a mechanikai teljesítmény.

| {\displaystyle {\frac {\Delta E_{k}}{\Delta t}}=F_{x}v_{x}+F_{y}v_{y}} | \| \| \| \| \| \| \| \| | (4) |
|                                                                        |                         |     |
|                                                                        |                         |     |
Mivel v sebesség nem más mint a pozíció idő szerinti első deriváltja azaz: {\displaystyle v_{x}={\frac {dx}{dt}}} Megszorozva most mindkét oldalt az idővel, megkapjuk a megtett távolságot.

| {\displaystyle \Delta E_{k}=F_{x}dx+F_{y}dy} | \| \| \| \| \| \| \| \| | (5) |
|                                              |                         |     |
|                                              |                         |     |
Tehát a kinetikus energia változása egyenlő az eredő erő által végzett munkával

| {\displaystyle \Delta E_{k}=\Delta W} | \| \| \| \| \| \| \| \| | (6) |
|                                       |                         |     |
|                                       |                         |     |
Ha két vektor x komponenseit megszorozzuk, és összeadjuk a vektorok (y) irányú komponenseinek összegével az nem más mint a két vektor skaláris szorzata amit {\displaystyle {\vec {A}}\cdot {\vec {B}}} vel szoktak jelölni.
{\displaystyle A_{x}B_{x}+A_{y}B_{y}={\vec {A}}\cdot {\vec {B}}}
Ezért a mechanikai munkát vektorjelölést használva gyakran integrál alakjában fejezzük ki:
{\displaystyle \Delta W=\int {\vec {F}}\cdot d{\vec {r}}}
ahol {\displaystyle {\vec {r}}} az elmozdulás vektora.